# Hincksina amploavicularia
Hincksina amploavicularia is een mosdiertjessoort uit de familie van de Flustridae. De wetenschappelijke naam van de soort is voor het eerst geldig gepubliceerd in 1982 door Gontar.